# Afterlifelines
Afterlifelines è un album in studio del gruppo musicale power metal tedesco Rage, pubblicato nel 2024 dalla Steamhammer.

## Tracce

### CD
CD 1 - Afterlife
1. In the Beginning – 1:31
2. End of Illusions – 3:48
3. Under a Black Crown – 4:00
4. Afterlife – 3:45
5. Dead Man's Eyes – 3:24
6. Mortal – 4:04
7. Toxic Waves – 3:36
8. Waterwar – 3:42
9. Justice Will Be Mine – 4:35
10. Shadow World – 3:22
11. Life Among the Ruins – 4:06

CD 2 - Lifelines
1. Cold Desire – 3:59
2. Root of Our Evil – 4:02
3. Curse the Night – 3:34
4. One World – 4:24
5. It's All Too Much – 5:11
6. Dying to Live – 4:51
7. The Flood – 3:56
8. Lifelines – 9:54
9. Interlude – 2:43
10. In the End – 3:23

## Formazione
- Peter "Peavy" Wagner – voce, basso
- Vassilios Maniatopoulos – batteria
- Jean Bormann – chitarra